# تكية نابلس الخيرية

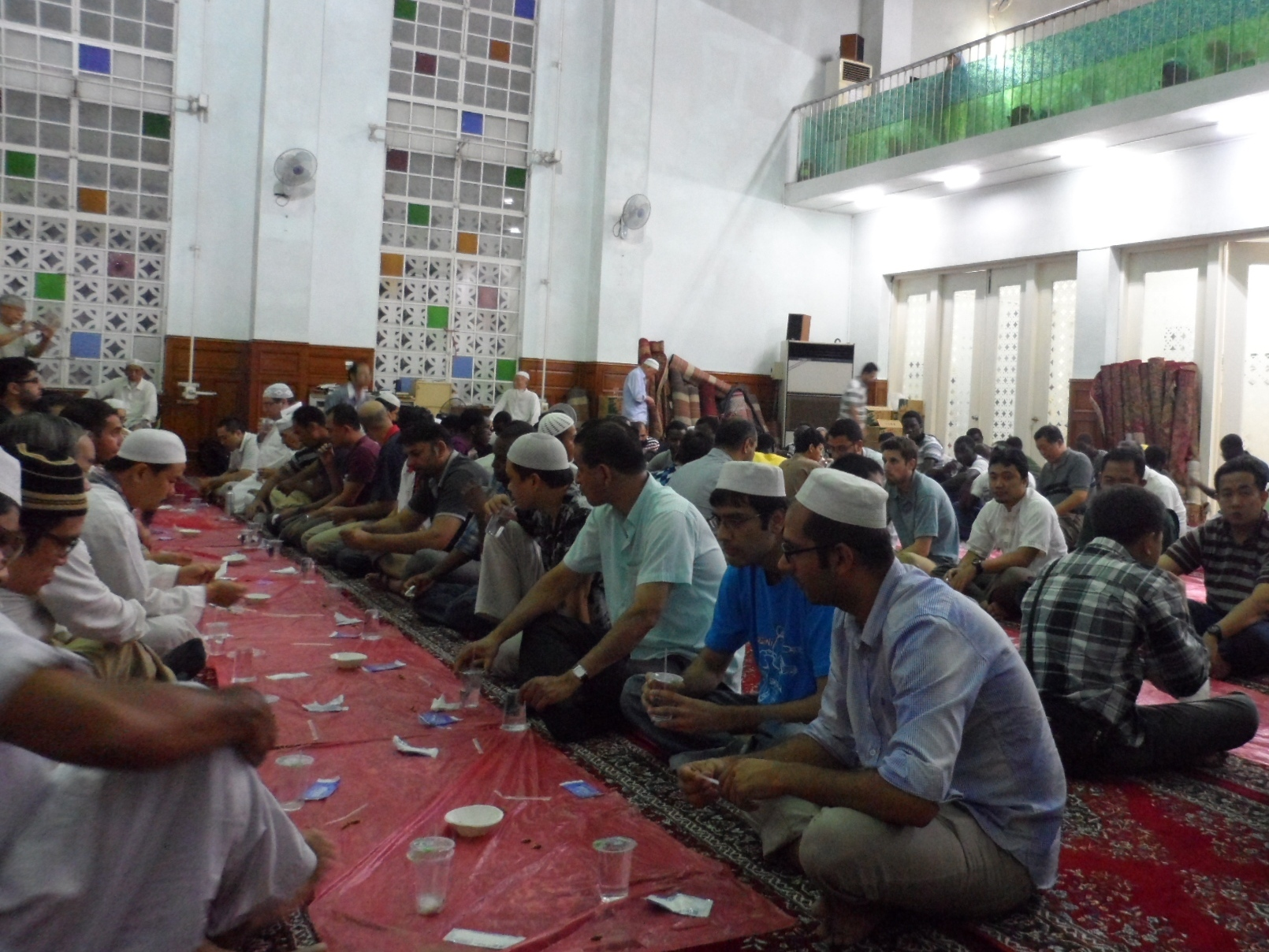
صورة للتوضيح

تكية نابلس الخيرية - تكية خيرية تابعة للجنة الزكاة المركزية بمدينة نابلس شمال الضفة الغربية بدولة فلسطين، وهي بمثابة جمعية خيرية اجتماعية غير رسمية تقوم في الأساس على العمل التطوعي.

## التاريخ والتأسيس
تأسست تكية نابلس في رمضان 2012م، توفر الوجبات الغذائية لأهالي منطقة نابلس والمناطق المجاورة لها ولكل من يحتاج إلى طعام ، وذلك طوال العام ( وبالتحديد يومي الإثنين والخميس من كل أسبوع) ، وإن كانت تكثف جهودها خلال شهر رمضان المبارك.
وهي واحدة من أربعة تكيات خيرية في الضفة الغربية تعمل طوال شهر رمضان المبارك على إعداد وجبات الطعام الساخنة للعائلات المستورة والمحتاجة وعابري السبيل، منذ افتتاحها، ووجبتين أسبوعياً في أشهر العام العادية.
وتعتبر تكيّة نابلس أحد أهمّ أبواب الخير بتقديمها مساعدات غذائية لأكثر من (5) آلاف محتاج خلال الشهر الفضيل، لتبقى هذه الطقوس الرمضانية حاضرة في مدينة نابلس لا يغيبها مرور الوقت واندثار العادات القديمة.
وتكية نابلس هي امتداد لما كان يطلق عليه سابقا موائد الرحمن، فمدينة نابلس اشتهرت بإطعام الفقراء والمحتاجين، وقد تأسست التكية في رمضان سنة 2012م، وكانت بإشراف لجنة التكافل المجتمعي، ومن ثم انتقل الإشراف عليها للجنة زكاة نابلس المركزية، وذلك في مبنى الأوقاف عمارة (زهرة المدائن).

## طبيعة العمل في التكية
يشارك في التكية عدد كبير من المتطوعين من الرجال والنساء ، والذين يعملون باستمرار علي خدمة الفقراء والمحتاجين. حيث يقوم المتطوعون داخل التكية بمهام مختلفة فمنهم من يقون بإعداد الطعام وتغليفه ، ومنهم من يقوم بتوصيله إلى الفقراء والمحتاجين. ويقوم بتنظيم العمل التطوعي وتوزيع العمل المشرف على التكية. فهناك مثلاً مجموعة مسؤولة عن الكشف والتنقيب عن الأسر الأكثر احتياجاً وابلاغ المسؤول في التكية عنها من أجل تقديم خدمات التكية لها.
أما عن موارد التكية أو ما يسمي تمويل التكية فيقوم على تبرعات المحسنين من الشركات والمؤسسات ورجال الخير في المدينة ، حتى أن التكية تقدم خاصة في شهر رمضان الفضيل أكثر من الفي وجبة يومياً ، والتطوع داخل التكية ليس أمرا فرديا، بل جماعيا أيضا، إذ يأتيها المتطوعون عبر مؤسسات أهلية وخيرية في المدينة، وهذا يُعزز روح التواصل والتعاون بين المتطوعين أنفسهم ومع الأسر المستورة، كما أن فكرة قبول الأطفال والشباب للتطوع في التكية مبنية على "تنمية روح البذل والعطاء". وتقتصر مهمة المتطوعين على توضيب الوجبات بشكل جيد وتوزيعها، وتتم مراعاة ظروف النظافة، سواء بإعداد المتطوعين والعاملين باللباس المطلوب، أو باختيار أجود أنواع المواد العينية واختيار طاقم متخصص يقوم بعملية الطبخ.

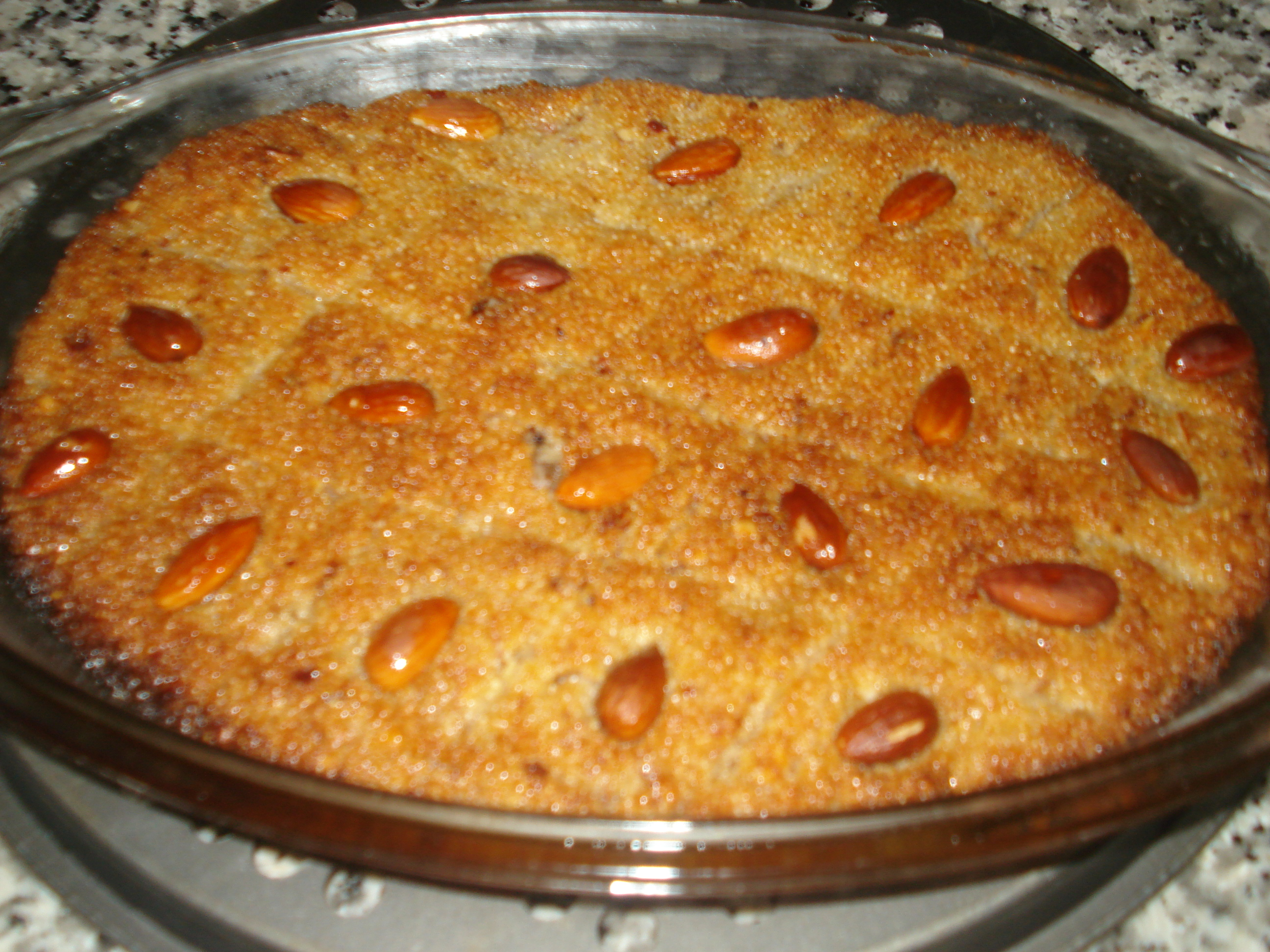

تحضر التكية جميع أنواع الوجبات الساخنة والتي يشتهر بها المطبخ الفلسطيني كالمنسف واليخنات والمقلوبة والأوزي التي تقدم مع حصص الدجاج واللحوم.

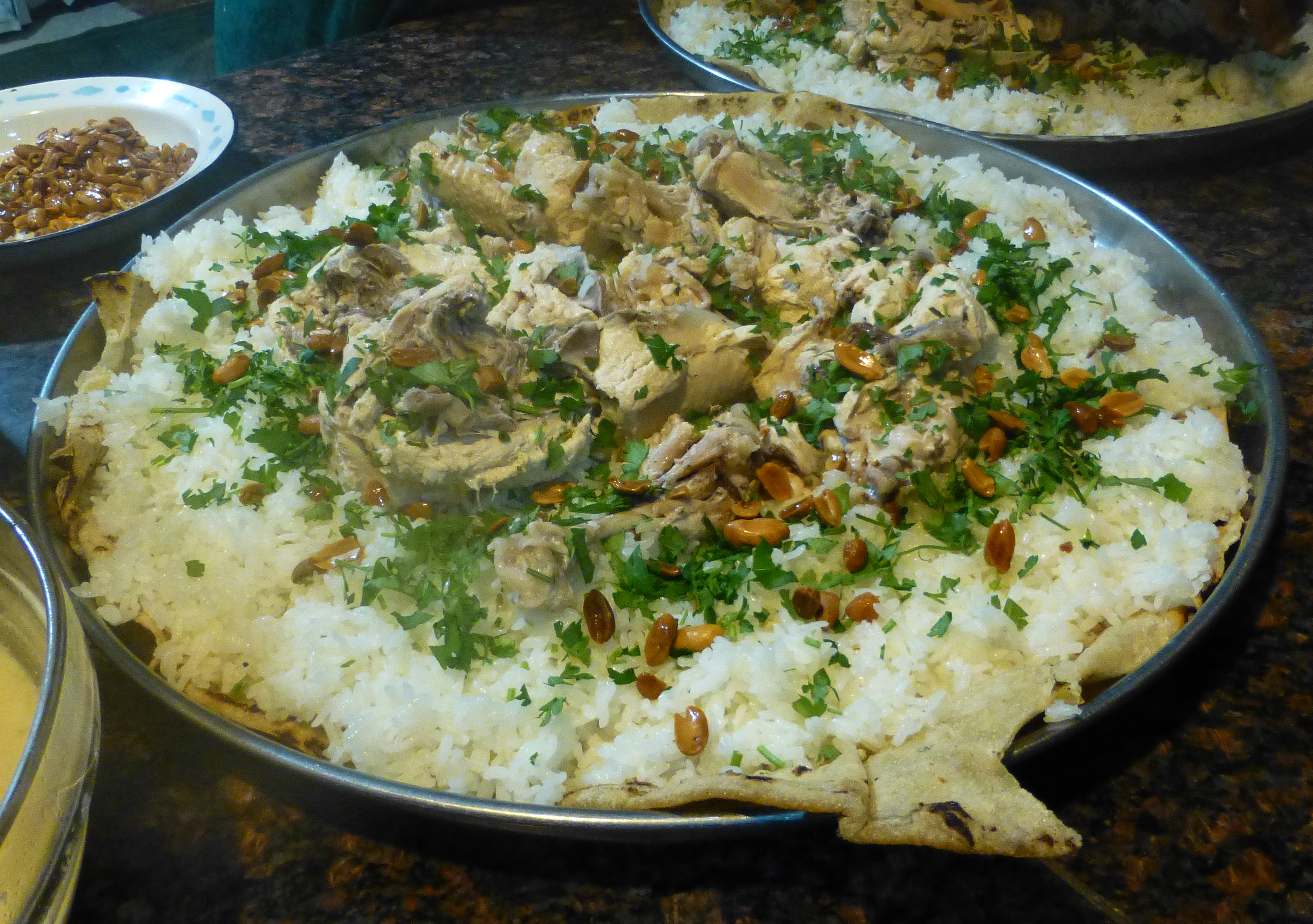
وجبة المنسف الفلسطينية

وليس فقط وجبات الطعام والخبز، بل تقدم التكية ما يصلها من تبرعات عينيه من حلويات وعصائر لهذه العائلات مع الوجبات.
توزّع الوجبات بناءا على عدد أفراد الأسرة، فكلّ فرد يحصل على وجبة تكفيه، وعادة تتكون من قطعة الدجاج أو اللحم، وكمية من الأرز، وأحد أنواع الشوربات".
ولا يقتصر دور "تكية نابلس الخيرية" عند توفير الوجبات، بحسب الشنار، بل يتعدى ذلك توفير الطرود الغذائية للكثير من الأسر، عدا عن تشغيل العشرات من الأفراد والنساء في إعداد تلك الوجبات الأمر الذي يساهم في دعم بعض الأسر ماليًّا.